# Dasyhelea biskraensis
Dasyhelea biskraensis är en tvåvingeart som beskrevs av Jean-Jacques Kieffer 1923. Dasyhelea biskraensis ingår i släktet Dasyhelea och familjen svidknott. Inga underarter finns listade i Catalogue of Life.